# Ted Sirota
Ted Sirota (* 3. Mai 1969 in Champaign, Illinois) ist ein US-amerikanischer Schlagzeuger und Bandleader auf dem Gebiet des Jazz und des Reggae.

## Leben und Wirken
Ted Sirota wuchs in Flossmoor, einer südlichen Vorstadt von Chicago, auf und begann mit zehn Jahren Schlagzeug und Perkussion zu spielen. Mit 15 Jahren entschied er sich unter dem Eindruck eines Max-Roach-Konzerts in The Jazz Showcase für eine Karriere als professioneller Musiker. Während der Highschool-Zeit beschäftigte er sich mit Reggae und Jazz; musikalische Vorbilder waren außer Max Roach Philly Joe Jones, Elvin Jones, Sly Dunbar, Carlton Barrett und Style Scott. Nach seiner Graduierung studierte Sirota ab 1987 in Boston am Berklee College of Music bei Joe Hunt; daneben hatte er Privatunterricht bei Alan Dawson.
Ab 1988 arbeitete Sirota mit dem Gitarristen Jeff Parker; außerdem spielte er u. a. mit Kurt Rosenwinkel, Mark Turner, Seamus Blake, Dwayne Burno, Antonio Hart, Roy Hargrove, Danilo Pérez, Geoff Keezer, Chris Cheek, Jorge Rossy und Joshua Redman. Mit Jeff Parker gründete Sirota die Formation Last Kwartet, der auch Chris Lopes (Bass) und Sara P. Smith (Posaune) angehörten. Nach seinem Studienabschluss 1991 kehrte er im folgenden Jahr nach Chicago zurück, wo er seine Arbeit mit Last Kwartet fortsetzte, bevor sich die Gruppe 1994 endgültig auflöste, ohne Aufnahmen zu hinterlassen.
In den folgenden Jahren arbeitete Sirota als freischaffender Musiker in Chicago u. a. mit Lin Halliday, Von Freeman, Jodie Christian, Rob Mazurek, Bobby Broom, Fred Hopkins, Patricia Barber, Dave Spector, Little Smokey Smothers, Pinetop Perkins und Johnny Adams; ferner tourte er mit dem Bluesmusiker Eddie Kirkland und trat mit der Jazzband Sabertooth ab 1994 regelmäßig im Green Mill auf. Von 1996 bis 2008 wirkte er im Bereich des Jazz bei acht Aufnahmesessions mit.
1996 gründete er seine eigene Band, Ted Sirota’s Rebel Souls, erneut mit Jeff Parker. Das selbstbetitelte Debütalbum der Rebel Souls erschien 1996 auf dem britischen Label Naim. 1998 folgte das Album Propaganda, 2000 Ted Sirota’s Rebel Souls vs. the Forces of Evil. Nach weiteren Veröffentlichung für Naim und Delmark Records trat die Band 2004 und erneut 2010 auf dem Chicago Jazz Festival auf. Der Formation gehörten seit ihrem Bestehen Chicagoer Musiker wie Rob Mazurek, Kevin Kizer, Geof Bradfield, Noel Kupersmith, Greg Ward II, Dave Miller, Clark Sommers und Jake Vinsel an. 2013 gründete Sirota als weiteres Bandprojekt Ted Sirota’s Heavyweight Dub, das sich auf Dub Reggae konzentriert. Sirota lebt im Chicagoer Stadtteil Rogers Park, wo er auch unterrichtet.